# USS Seadragon (SSN-584)
USS Seadragon (SSN-584) – amerykański myśliwski okręt podwodny z napędem atomowym typu Skate. "Seadragon" (SSN-584) zbudowany został w stoczni Portsmouth Naval Shipyard w Kittery w stanie Maine, gdzie jego budowę rozpoczęto 20 czerwca 1956 roku. Okręt ten został zwodowany 16 sierpnia 1958 r., oraz przyjęty do służby w amerykańskiej marynarce wojennej 5 grudnia 1959 roku. Jeszcze przed przyjęciem okrętu do służby, 5 października 1959 roku, "Seadragon" uległ kolizji z wielorybem, skutkiem czego uszkodzeniu uległa jedna z jego śrub napędowych. Okręt o własnych siłach powrócił jednak do stoczni. Wypadek "Seadragon" był jednym z argumentów wysuwanych za koncepcją użycia dwóch śrub w okrętach następnej generacji typu Skipjack.